# Королевский колледж врачей
Королевский колледж врачей (англ. Royal College of Physicians, иногда переводят как «Королевская коллегия врачей») — британское общество профессиональных врачей медицины общего профиля и её узких направлений. Первоначально был основан как Колледж врачей, получил королевскую грамоту в 1518 году от короля Генриха VIII, утверждён законом парламента в 1523 году. Организацию иногда называют Royal College of Physicians of London, чтобы не путать её с другими организациями с похожими названиями.
Член Академии медицинских королевских колледжей Великобритании.
Организация была первым медицинским учреждением в Англии, ставшим Королевским колледжем, и первым Королевским колледжем в Великобритании и Ирландии для врачей; устав организации был основан на уставе Королевского колледжа хирургов Эдинбурга, который получил Королевскую хартию в 1506 году. С этих пор Колледж активно участвовал в улучшении качества медицинской практики, в первую очередь посредством аккредитации врачей.

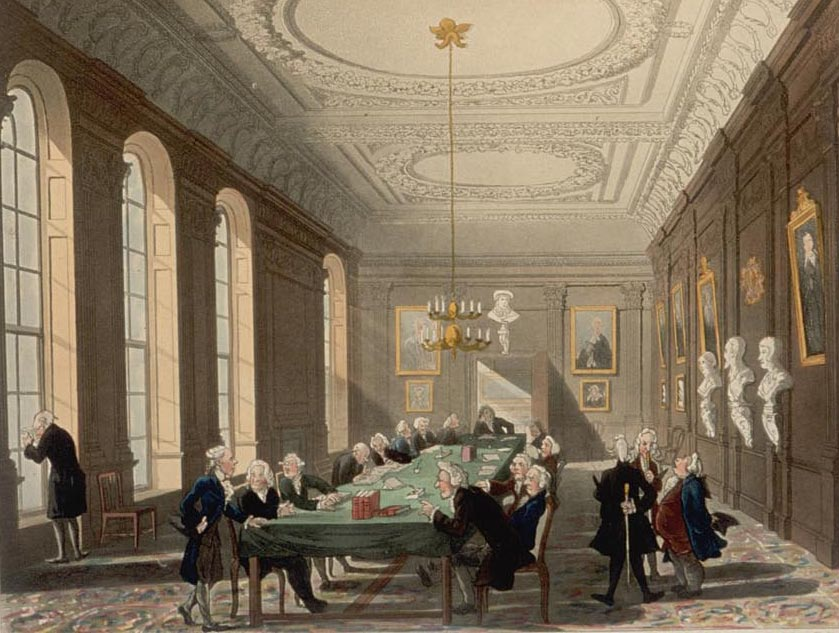
Собрание колледжа в начале 19-го века

Колледж имеет собственный учебный институт, проводит научные конференции и публикует журналы и книги по медицине.
С 2014 года руководителем организации является профессор Джейн Дакр, которая сменила на этом посту сэра Ричарда Томпсона.